# Mateja Mešl
Mateja Mešl, slovenska sociologinja, prostorsko-urbanistična načrtovalka in političarka, * ?.
Med 8. decembrom 2000 in 25. januarjem 2001 je bila državna sekretarka Republike Slovenije na Ministrstvu za gospodarske dejavnosti Republike Slovenije ter med 25. januarjem 2001 in 23. majem 2004 na Ministrstvu za gospodarstvo Republike Slovenije. Trenutno je direktorica Inštituta za celulozo in papir v Ljubljani.